# فتاة نهر السين المجهولة

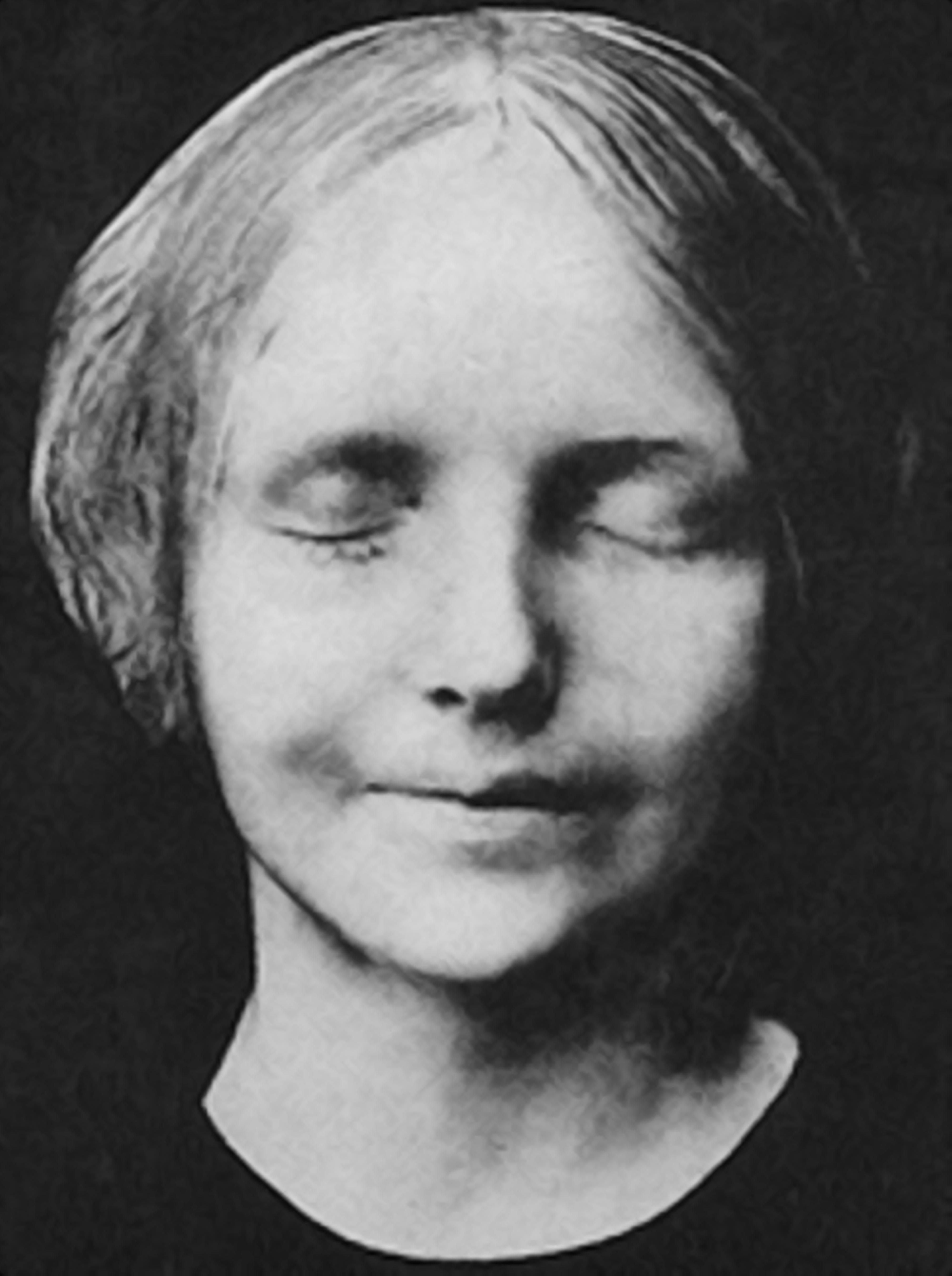
فتاة نهر السين المجهولة

فتاة نهر السين المجهولة، (بالإنجليزية: The Unknown Woman of the Seine) كانت فتاة شابة مجهولة الهوية والتي أصبح قناع الموت - والذي يُعرف في أميركا باسم La Belle Italienne من بعدها قطعة أساسية على جدران منازل الفنانين بعد عام 1900. إذ ألهمت ملامحها العديد من الأعمال الأدبية.

## لمحة تاريخية
تقول القصة المتداولة، تم انتشال جثة امرأة شابة من نهر السين في باريس في أواخر ثمانينيات القرن التاسع عشر. وبما أن الجثة لم تظهر عليها علامات عنف، فقد تم الاشتباه في أن الفتاة انتحرت. 
ووفقًا للقصة، فإن أخصائي علم الأمراض في مشرحة باريس قد سحره جمالها، مما حمله إلى صنع قناع الموت من جبس الشمع على وجهها لحفظ ملامحه على القناع. وقد أثارت تعابير وجهها العديد من التساؤلات أن يكون هذه تعابير شخص غارق.  وبحسب روايات أخرى، فقد أُخذ القناع من ابنة صانع أقنعة في ألمانيا.  وقدرت كلير فوريستير عمر النموذج بما لا يزيد عن 16 عامًا، نظرًا لصلابة الجلد. وقد بقيت هوية الفتاة مجهولة.
وفي السنوات التالية، تم إنتاج العديد من النسخ. وسرعان ما أصبحت تلكم النسخ من شائعة في المجتمع البوهيمي الباريسي . وقد شبّه ألبرت كامو وآخرون ابتسامتها الغامضة بابتسامة الموناليزا، مما دعا إلى تكهنات عديدة حول ما يمكن أن يقدمه تعبير السعادة المخيف في وجهها عن حياتها ووفاتها ومكانتها في المجتمع.
ويعود سبب وجود شعبية جارفة للقناع بالإضافة إلى تعابير وجهها هو اهتمام المهتمين بالتاريخ الفني،  أما فيما يتعلق باستنساخها على نطاق واسع. فقد تم تصوير المجموعة الأصلية، وتم إنشاء مجموعات جديدة لاجتناب العيوب التي كانت في الأصلية اعتماداً على الفيلم. وقد أظهرت هذه القوالب الجديدة تفاصيل تُفقد عادةً في الأجسام المأخوذة من الماء.
وقد كتب الناقد ألفاريز في كتابه عن الانتحار، The Savage God: "قيل لي إن جيلًا كاملاً من الفتيات الألمانيات حاكوا ملامحها". ووفقًا لهانس هيس من جامعة ساسكس: أفاد ألفاريز أن "الفتاة المجهولة أصبحت المثل الأعلى بين الشابات في تلك الفترة، كما كانت باردو في الخمسينيات من القرن الماضي.

## التصوير الفني

### في الأدب

#### في الأدب الإنجليزي
يمكن العثور على أقدم ذكر للقناع في رواية ريتشارد لي غاليين رواية المصلي للصورة الصادرة عام 1900 ، التي يكون فيها الشاعر الإنجليزي يقع في حب مع قناع، مما يؤدي في النهاية إلى وفاة ابنته وانتحار زوجته.
كما تم استخدام صورة الفتاة المجهولة على غلاف رواية عادة الموت A Habit of Dying للكاتب وايزمان.

#### في الأدب الألماني
يعكس بطل رواية رينر ماريا ريلكه الوحيدة، مذكرات مالتي لورايدز بريدج (1910):
«للعجلة التي أزورها كل يوم قناعان معلقان بجانب بابه. وجه الشاب الذي غرق، والذي نسخه أحدهم في المشرحة لأنها كانت جميلة، لأنها كانت لا تزال مبتسمة، لأن ابتسامتها كانت مخادعة للغاية - كأنها تعلم».
وفي عام 1926، وفي نشر إرنست بينكارد، كتابًا عن 126 قناعًا للموت، كتب عن الفتاة بأنها «مثل الفراشة الرقيقة بالنسبة لنا، التي ترفرف في مصباح الحياة مباشرة، تحترق جناحيها الرقيقين، مبتهجة ومبهجة.»
أما في رواية «المرأة المجهولة» للروائي رينهولد كونراد موشلير المنشورة عام 1934 والتي تعد الأكثر مبيعًا والتي تُرجمت إلى لغاتٍ عدة. تحكي قصة مودلين وهي فتاة يتيمة واسمها مادلين لافين والتي وقعت في حب الدبلوماسي البريطاني اللورد توماس فيرنون بينتيك، وانتحرت بعد قصة حب في نهر السين حينما يعود بنتيك إلى خطيبته. يُذكر أن هذه الرواية تحولت إلى فيلم يحمل نفس الاسم عام 1936.
وقد قيل أن أخصائي علم أمراض ذكر وجه امرأة شابة مجهولة الهوية تم العثور عليها وتبلغ في حوالي  السادسة عشرة من العمر. ووفقًا لقصته، فقد وُجدت غارقة في نهر السين في باريس في  أواخر ثمانينيات القرن التاسع عشر. ولقد سحرته بجمالها في مشرحة باريس لدرجة أنه عمل لساعات لصنع قالب جبس لوجهها. فقد كانت تعتبر جميلة جدًا لدرجة أن العاملة قالت: «كان جمالها يخطف الأنفاس، ولم تظهر عليه سوى علامات قليلة من الضيق في وقت الوفاة. كان جمالها ساحراً لدرجة أني عرفت أن الجمال على هذا النحو يجب الحفاظ عليه». وقد كانت مجموعة الأقنعة معروفة أيضًا باسم «المرأة الساحرة»، وهو لقب لم يسبق له مثيل. وقورنت تلك المجموعة أيضًا بلوحة الموناليزا وغيرها من اللوحات والمنحوتات الشهيرة لدرجة أنه في السنوات التالية، أصبحت نسخ القناع شخصيات عصرية في المجتمع البوهيمي الباريسي. وتشير الروايات الأخرى إلى أن مجموعة الأقنعة مأخوذة من شابة ألمانية - والتي ولدت ابن صانع الأقنعة- باعت الأقنعة ثم انتحرت غرقاً في نهر السين.

#### الأدب السلافي
كتب الشاعر التشيكوسلوفاكي فيتوزلاف نيزفال قصيدة فتاة نهر السين المجهولة في عام 1929 والمستوحاة من القصة.
نُشرت قصيدة فلاديمير نابوكوف عام 1934 بعنوان فتاة نهر السين المجهولة، المكتوبة بالروسية، وقد قيل أن هذه القصيدة لها علاقة بأسطورة روسالكا السلافية بقدر ارتباطها بالقناع نفسه.

#### الأدب الأمريكي
أُشيرَ إلى فتاة نهر السين المجهولة في رواية ويليام جاديس لعام 1955 الاعترافات .
احتوت رواية My Heart for Hostage من تأليف روبيرت هيلير أيضًا على مشهد يزور فيه البطل المشرحة لمعرفة ما إذا كانت فتاة نهر السين المجهولة هي محبوبته.
وكتبت كيتلين ر. كيرنان عن فتاة نهر السين المجهولة في روايتها الفتاة الغارقة المنشورة عام 2012 . وترتبط القصة ارتباطًا وثيقًا بمواضيع وصور الكتاب.
كما أُشير إلى أصل دمية الإنعاش الرئوي في رواية Haunted للكاتب تشاك بولانيك .
كما أُشير إليها أيضًا في رسائل من باريس من كتابة جولييت بلاكويل، التي قدمت سردًا تأمليًا لـ فتاة نهر السين المجهولة على شكل ذكريات الماضي وسمتها سابين.

#### الأدب الفرنسي
ووصفها موريس بلانشو، الذي كان يمتلك أحد الأقنعة، بأنها «فتاة شابة ذات عيون مغلقة، تنعشها ابتسامة مريحة للغاية ومرتاحة... كان يمكن للمرء أن يعتقد أنها غرقت في لحظة من السعادة القصوى».
في رواية Aurélien والتي من لويس أراجون عام 1944، لعبت فتاة نهر السين المجهولة دورًا مهمًا كواحدة من الشخصيات الرئيسية التي تحاول تجديد القناع من الصور المختلفة. وفي بداية الستينيات، ساهم مان راي بالصور في طبعة جديدة من العمل.
وفي عام 2012، كتب ديدييه بلوند رواية بعنوان فتاة نهر السين المجهولة ، وهي عن رجل في باريس يعثر على نسخة من القناع في متجر للتحف، ويحاول معرفة المزيد عن الفتاة التي تم تصميم القناع عليها بعد ذلك.

### الأفلام
تحدثت المخرجة أغنيس فاردا عن فتاة نهر السين المجهولة في فيلمها الوثائقي Jane B عام 1988، إذ تقارن رغبة جين بأن تكون مشهورة ولكن دون إظهار هويتها مثل فتاة نهر السين المجهولة

### دمية الإنعاش القلبي الرئوي
تم استخدام وجه الفتاة المجهولة لرأس دمية الإنعاش القلبي الرئوي. وهي من صنع بيتر سفار وأزموند في عام 1958 واستخدم من وقتها في الدورات التدريبية، لذلك فقد أطلق عليه لقب «الوجه الأكثر تقبيلاً» في كل العصور.

## روابط خارجية
- Episode of Radiolab discussing L'Inconnue de la Seine